# Jorge de Paiva
Jorge de Paiva, född 13 maj 1887, död 12 maj 1937, var en portugisisk fäktare.
Paiva blev olympisk bronsmedaljör i värja vid sommarspelen 1928 i Amsterdam.